# Brennhaar
Brennhaare sind haarähnliche Strukturen, die mechanisch durch winzige Widerhaken oder mittels besonderer Wirkstoffe bei Berührung ein Brennen verursachen. Bekannt sind sie vor allem durch Brennnesseln, bei denen sie am Stiel und oberhalb der Blätter an der Pflanze sitzen. Es gibt aber auch bei Insekten, namentlich den Raupen der Prozessionsspinner, und bei den Vogelspinnen Brennhaare.

## Brennhaare bei Pflanzen

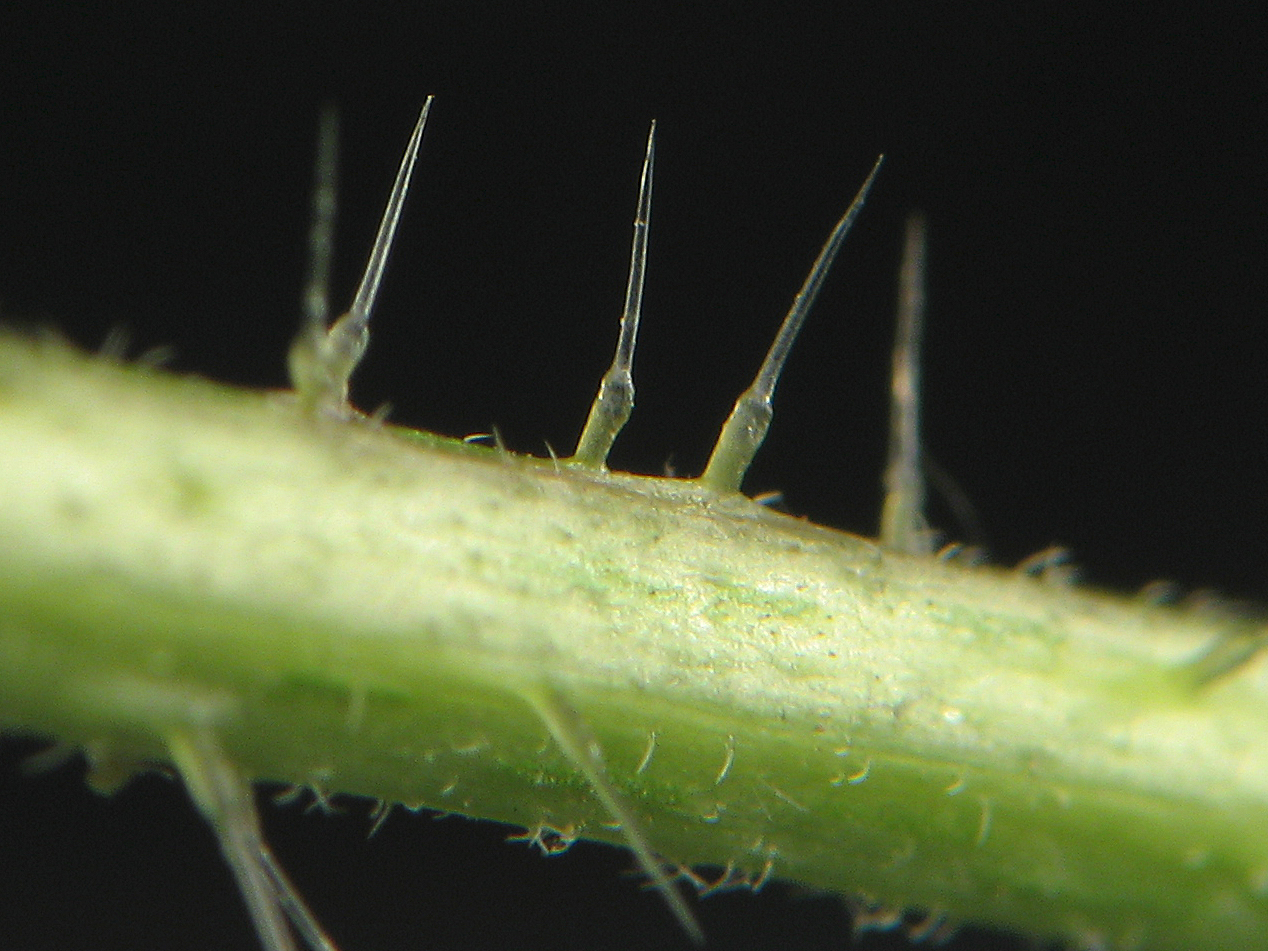
Brennhaare der Großen Brennnessel

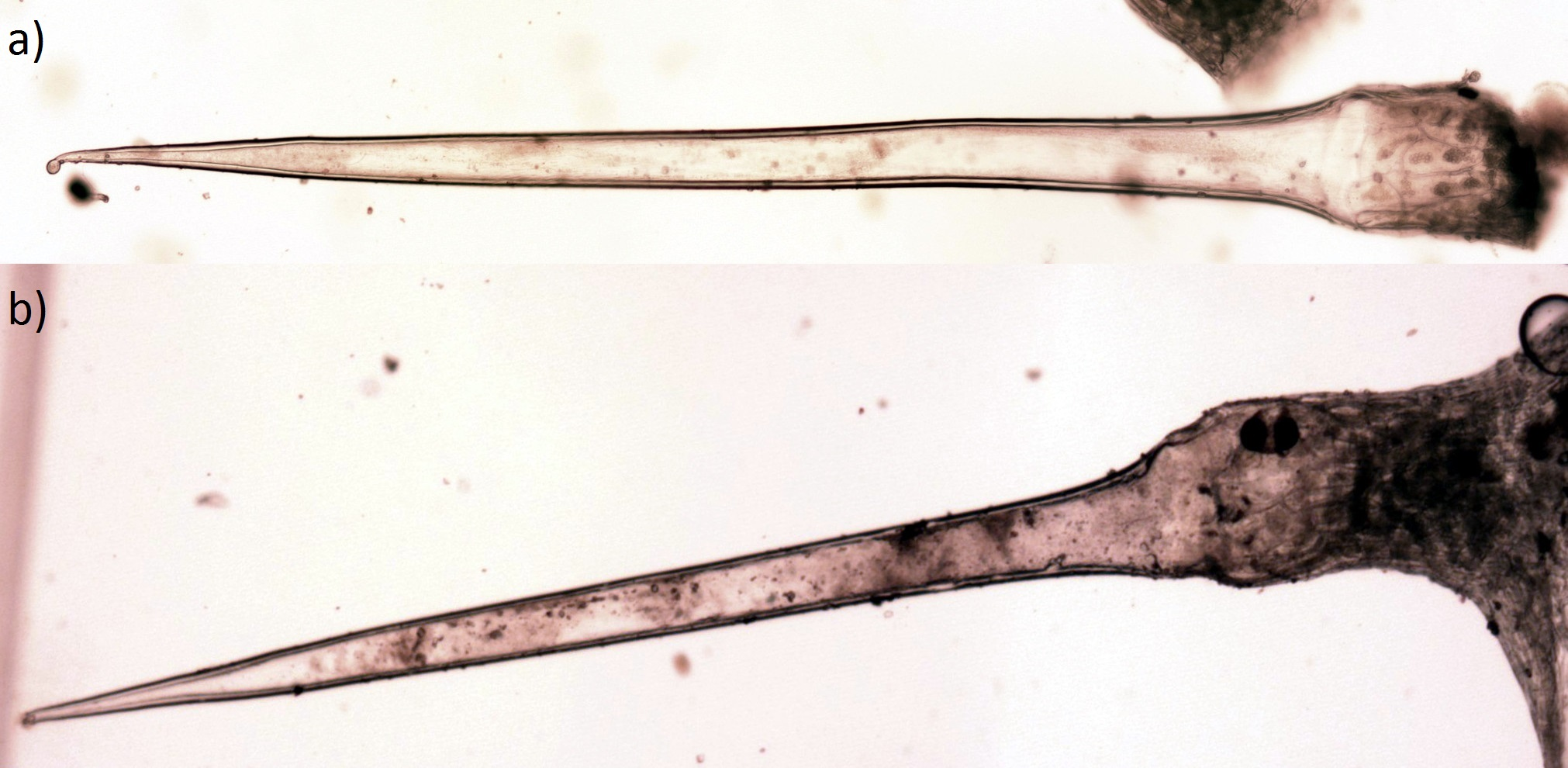
Mikroskopische Aufnahme von Brennhaaren der großen Brennnessel – (a) ist noch intakt mit versiegelter runder Spitze, bei (b) ist die Spitze durch Berührung abgebrochen und dadurch ein scharfer Injektionsapparat gebildet

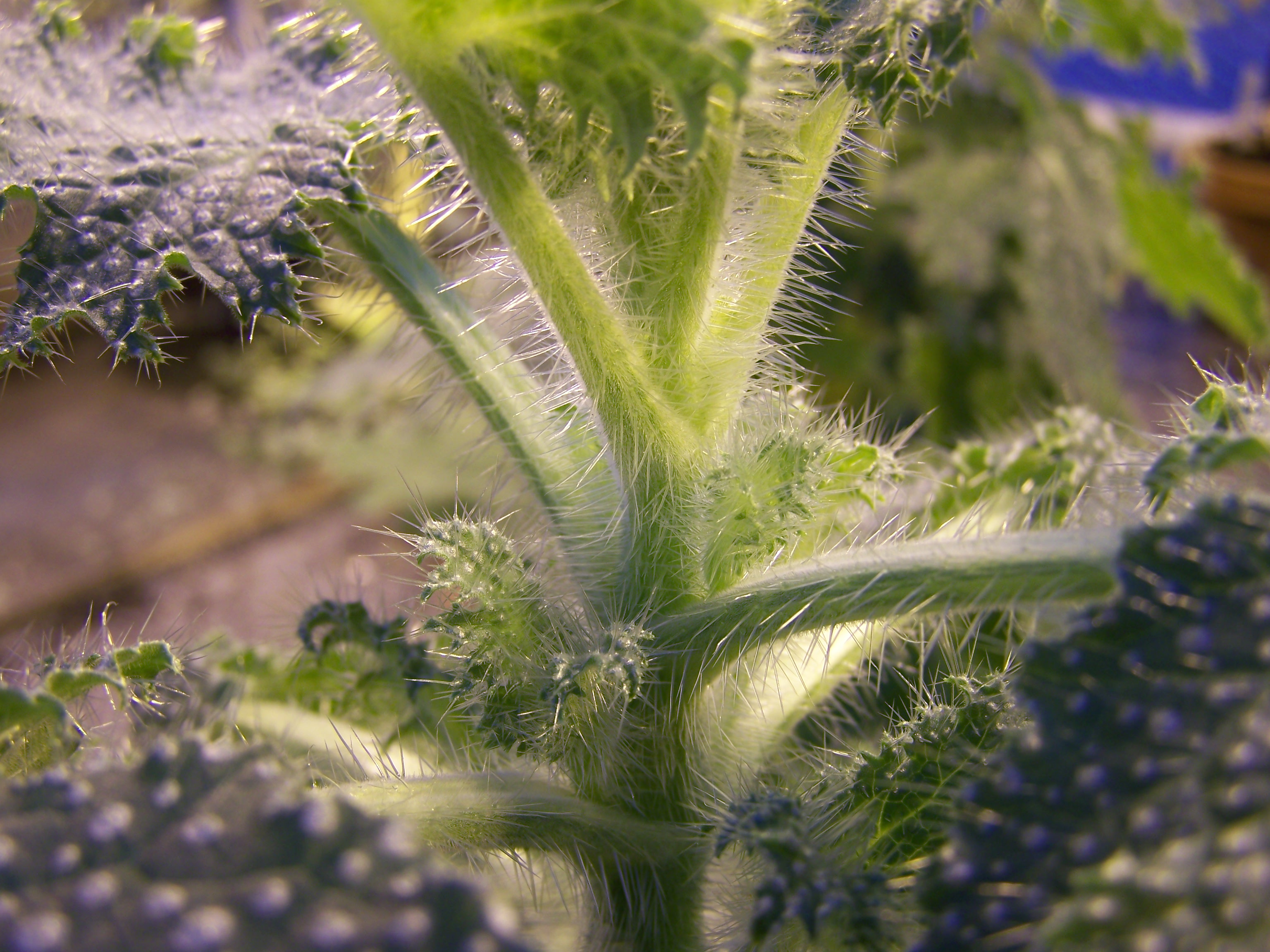
Brennhaarbesatz bei Loasa spec.

Bei einer Berührung mit Brennhaaren vieler Brennnesselgewächse oder der Blumennesselgewächse (oder von Neesia) entstehen schmerzhafte Quaddeln. Die Brennhaare besitzen an ihrer Spitze ein Köpfchen, das verkieselt ist und eine Sollbruchstelle besitzt. Wird das Köpfchen bei Berührung abgerissen, hinterlässt es das scharfkantige, starre Haar. Dieses bohrt sich in die Haut und entleert das in ihm enthaltene Gemisch aus Serotonin, Histamin, Acetylcholin, Ameisensäure und Natriumformiat. Der Hauptwirkstoff, der für die Quaddelbildung verantwortlich ist, ist bislang nicht bekannt. Bereits ein Zehntausendstel Milligramm dieser Brennflüssigkeit reicht aus, um die bekannte Wirkung zu erzielen.
Die Basis der Haare (Sockel) besteht neben epidermalen Zellen auch aus hypodermalen Zellen, ist also eine Emergenz, während das eigentliche Brennhaar ein einzelliges Trichom darstellt.
Siehe auch: Pflanzliche Abwehr von Herbivoren, Abschnitt „Brennhaare“ im Artikel Brennnesseln

## Brennhaare bei Tieren
Die Brennhaare der Gliederfüßer sind Borsten, Bestandteil der Cuticula, Chitin als strukturbestimmendes Material enthaltend.

### Brennhaare bei Insekten

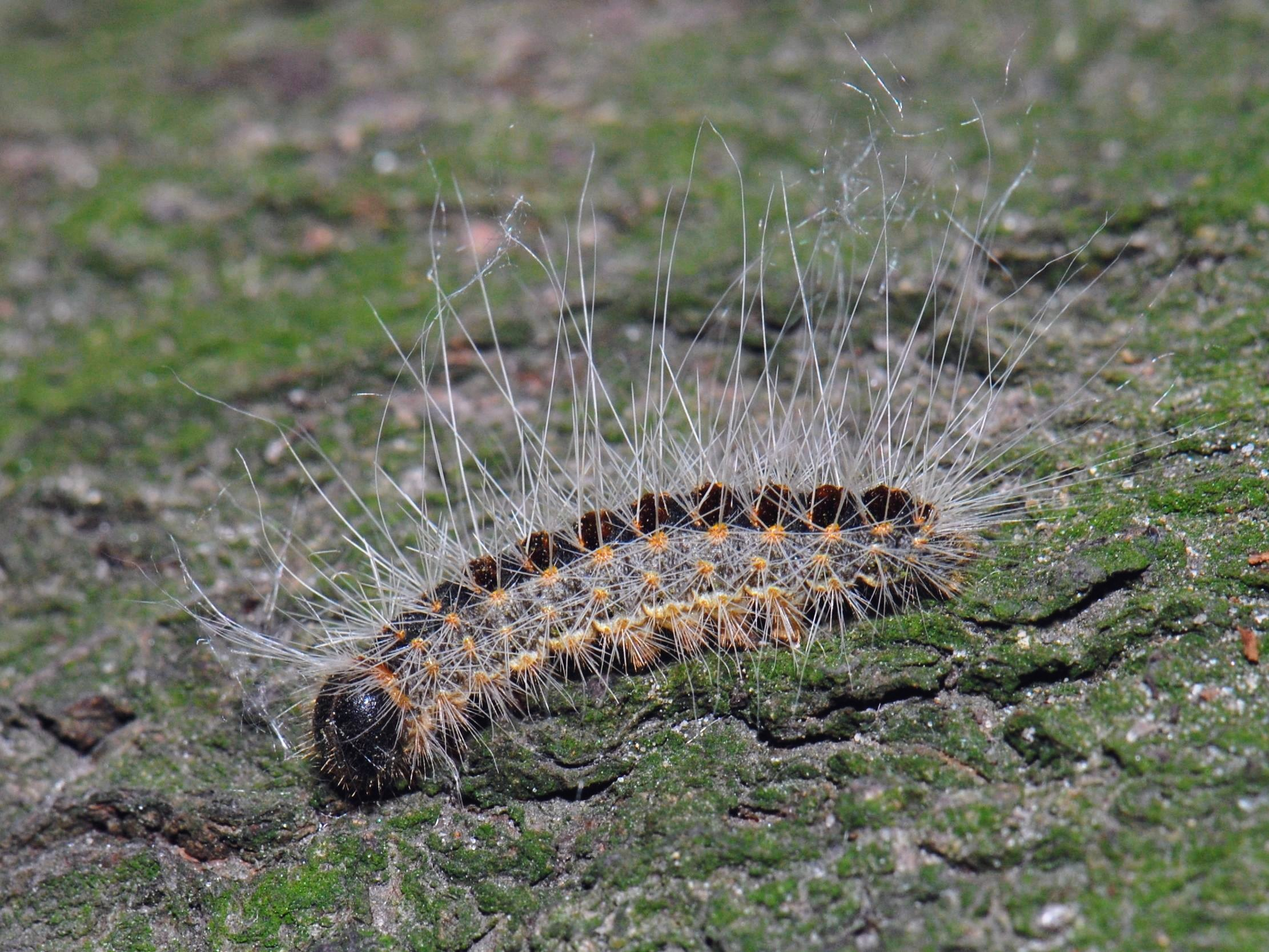
Eichen-Prozessionsspinnerraupe

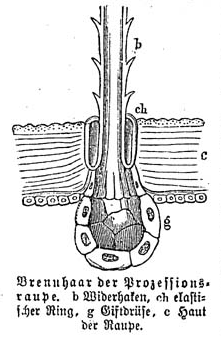
Schematische Zeichnung eines Brennhaares der Eichen-Prozessionsspinnerraupe

Die Raupen einiger Schmetterlingsarten besitzen Brennhaare, die sie vor ihren Fressfeinden schützen sollen. Zu den Arten, deren Raupen Brennhaare besitzen, gehören beispielsweise die Eichen-Prozessionsspinner (Thaumetopoea processionea), deren Brennhaare leicht brechen und mit dem Wind kilometerweit verbreitet werden können. Sie enthalten das Nesselgift Thaumetopoein und haben Widerhaken. Beim Menschen verursachen diese Brennhaare allergische Reaktionen der Haut, Augenreizungen, und wenn sie in die Atemwege gelangen, können Beschwerden wie Hustenreiz und asthmatische Anfälle die Folge sein. In starken Raupenjahren – Gradation – kann es erforderlich sein, betroffene Gebiete für den Zutritt ungeschützter Personen zu sperren.
Auch die Raupen anderer Prozessionsspinnerarten sowie einiger Trägspinnerarten wie der Schwammspinner (Lymantria dispar) und der Goldafter (Euproctis chrysorrhoea) sind mit Brennhaaren ausgestattet. Eine weitere Schmetterlingsart, deren Raupen Brennhaare besitzen, ist der Eichenspinner (Lasiocampa quercus).

### Brennhaare bei Spinnen
Viele Vogelspinnen-Arten verfügen ebenfalls über Brennhaare. Diese sitzen in der Regel auf dem Hinterleib der Spinnen. Die Brennhaare verursachen auf der Haut einen starken Juckreiz, oder, je nach Art, sogar brennende Ausschläge. Diese Reizungen können bis zu einen Tag lang anhalten. Wenn die Haare in die Atemwege gelangen, führen sie zu starkem Husten und bei Allergikern zu Schwellungen, die gefährlich werden können. Kommen die Brennhaare in die Augen, kann eine Bindehautentzündung die Folge sein.
Brennhaare besitzen nur die beiden in der Neuen Welt vorkommenden Unterfamilien der Vogelspinnen, die Theraphosinae und die Aviculariinae. Die Haare sind 0,3 bis 0,75 mm lang und tragen eine große Anzahl winziger Widerhaken. Die Wirkungsweise der Brennhaare der Spinnen ist noch nicht genau erforscht. Wissenschaftler gehen jedoch davon aus, dass es sich um eine rein mechanische Reizung der Haut durch die vielen Widerhaken handelt und nicht um eine Giftwirkung wie durch einen Spinnenbiss oder das Nesselgift der Brennhaare von Raupen der Prozessionsspinner.
Die sogenannten Bombardierspinnen können die vielen kleinen Härchen von der Oberseite des Abdomens mit Hilfe der Hinterbeine schnell abstreifen und dem Angreifer entgegenschleudern. Eine Wolke feiner Brennhaare trifft dann auf den Angreifer. Ein solches Verhalten zeigt auch die Riesenvogelspinne (Theraphosa blondi).
Andere dieser Vogelspinnen besitzen zwar Brennhaare, bombardieren mit diesen jedoch nicht, sondern strecken einem Angreifer ihr Abdomen entgegen. Bei Berührung können diese den Angreifer verletzen. Hierzu gehören viele Arten der Gattung Avicularia. Arten der Gattung Ephebopus haben Brennhaare auf den Femora ihrer Taster.
Abgebrochene Brennhaare werden nach der nächsten Häutung ersetzt. Eine Ausnahme bilden dabei adulte Männchen.